# Fórum Democrático pelo Trabalho e Liberdades
O Fórum Democrático pelo Trabalho e Liberdades (em árabe: التكتل الديمقراطي من أجل العمل والحريات, Ettakatol; em francês: Forum démocratique pour le travail et les libertés, FDTL) é um partido político da Tunísia.
O partido foi fundado por Ben Jaafar, em 1994, e legalizado em 2002, tornando-se um dos poucos partidos legais no regime de Zine el Abidine Ben Ali. Apesar disso, o FDTL nunca foi um partido de grande relevância na política tunisina no tempo de Ben Ali.
Com a Revolução de Jasmim, o partido ganhou protagonismo, tornando-se um dos grandes partidos secularistas e de centro-esquerda do novo panorama político tunisino. O partido ganhou apoiantes, muito graças ao trabalho dos seus militantes de base e as suas actividades nas redes sociais.
Após as primeiras eleições, em 2011, o FDTL ganhou 20 lugares no novo parlamento, e, entrou num governo de coligação com o Movimento Ennahda e o Congresso para a República. Graças a este acordo, o líder do FDTL, Ben Jaafar, tornou-se o presidente do parlamento tunisino.
Com o aparecimento do Nidaa Tounes, o partido perdeu muito do seu apoio, algo que fez com que o partido perdesse todos os seus deputados nas eleições de 2014.
O FDTL é membro da Internacional Socialista e observador do Partido Socialista Europeu.

## Resultados eleitorais

### Eleições legislativas
| Data | Votos   | %         | Deputados | +/- | Status            |
| ---- | ------- | --------- | --------- | --- | ----------------- |
| 2009 | 5 329   | 0,1 (#8)  | 0 / 214   |     | Extra-parlamentar |
| 2011 | 284 989 | 7,0 (#4)  | 20 / 217  | 20  | Governo           |
| 2014 | 24 592  | 0,7 (#14) | 0 / 217   | 20  | Extra-parlamentar |

### Eleições presidenciais
| Data | Candidato apoiado | 1ª Volta | 1ª Volta  | 2ª Volta | 2ª Volta |
| Data | Candidato apoiado | Votos    | %         | Votos    | %        |
| ---- | ----------------- | -------- | --------- | -------- | -------- |
| 2014 | Ben Jaafar        | 21 989   | 0,7 (#10) |          |          |